# Waldo (Arkansas)
Waldo est une municipalité du comté de Columbia, dans l'État de l’Arkansas aux États-Unis.

## Démographie
| 1890 | 1900 | 1910 | 1920 | 1930 | 1940  | 1950  | 1960  |
| ---- | ---- | ---- | ---- | ---- | ----- | ----- | ----- |
| 709  | 929  | 597  | 704  | 942  | 1 240 | 1 491 | 1 722 |

| 1970  | 1980  | 1990  | 2000  | 2010  | 2020  | - | - |
| ----- | ----- | ----- | ----- | ----- | ----- | - | - |
| 1 658 | 1 685 | 1 495 | 1 594 | 1 372 | 1 151 | - | - |